# Kanał Żukowski
 Kanał Żukowski – kanał wodny w województwie zachodniopomorskim, w powiecie stargardzkim, w gminie Suchań i Gminie Stargard Szczeciński. Kanał jest równoległy do biegu rzeki Iny, jego zadaniem jest odwadnianie północnej części bagnistej doliny rzeki. Kanał Żukowski od połowy swojej długości posiada liczne ramiona, którymi odprowadza wody do rzeki Iny.